# Centro Simón Bolívar

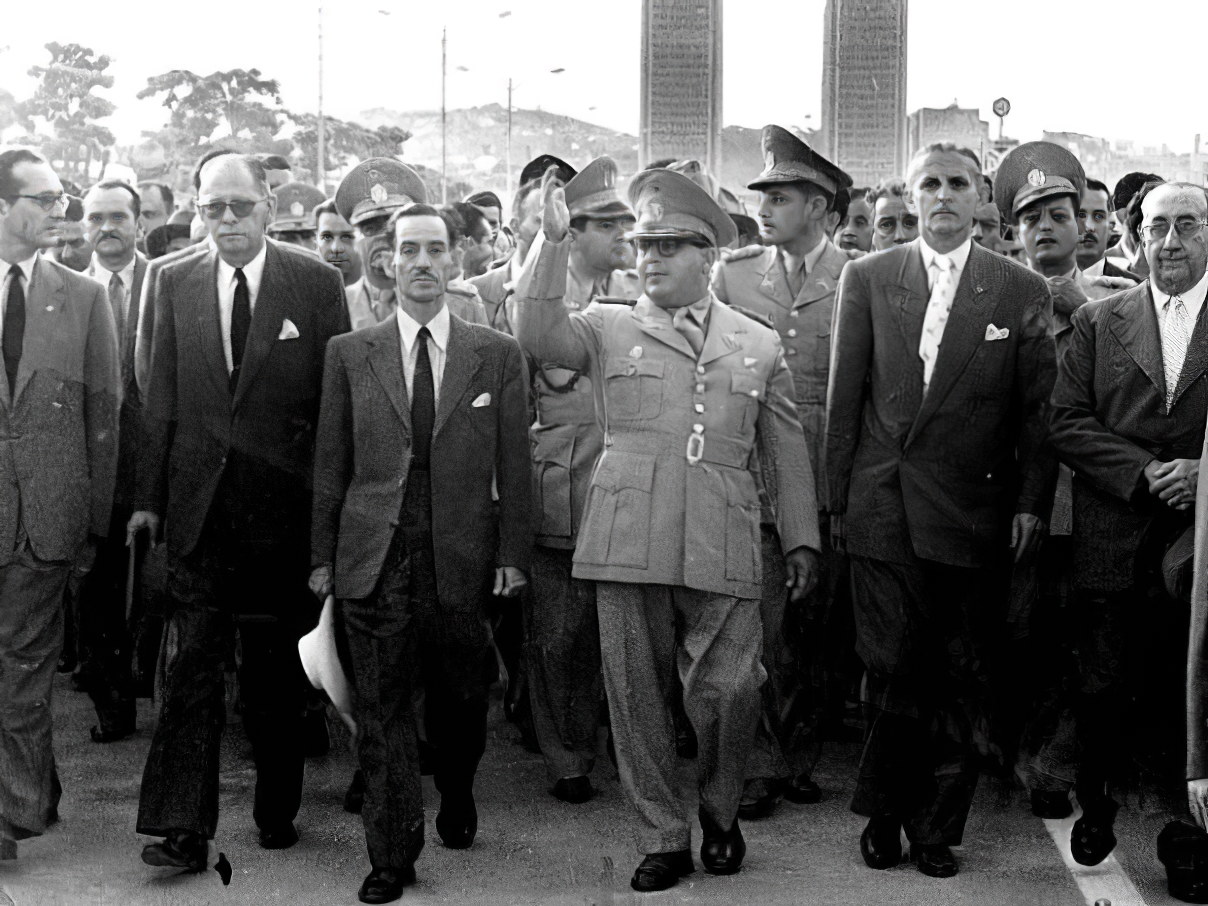
Inauguración del Centro Simón Bolívar en 1954.

El Centro Simón Bolívar (CSB) fue una empresa del Estado venezolano adscrita a la Vicepresidencia de Venezuela, dedicada a la planificación, construcción, mejoramiento y administración de obras urbanas de interés público para la ciudad de Caracas.

## Historia
Inició funciones el 27 de febrero de 1947 al crearse la Compañía Anónima Obras Avenida Bolívar como parte de un proyecto mayor de Urbanización (Plan Rotival). El 29 de diciembre de 1953 se amplía su radio de acción.
Entre sus obras más importantes se encuentran:
- Las Torres del Silencio
- Complejo Parque Central
- Urbanización El Silencio
- Complejo Cultural Teresa Carreño
- Conjunto Residencial Plaza Sucre (Catia)
- Ateneo de Caracas
- Avenida Bolívar
- Parque del Oeste Jóvito Villalba
- Palacio de Justicia de Caracas
- Parque Residencial Juan Pablo II
- Hotel Alba Caracas

El gobierno nacional de conformidad con lo dispuesto en el Decreto N.º 7.192, publicado en la Gaceta Oficial de la República Bolivariana de Venezuela N.º 39.355 de fecha 27 de enero de 2010,  en el marco de la creación del Ministerio de Estado para la Transformación Revolucionaria de la Gran Caracas, ordena la supresión y liquidación de la empresa CSB y resuelve designar a los miembros de la Junta Liquidadora del CENTRO SIMÓN BOLÍVAR, C.A.